# Teneridrilus mastix
Teneridrilus mastix is een ringworm uit de familie van de Naididae. De wetenschappelijke naam van de soort is voor het eerst geldig gepubliceerd in 1978 door Brinkhurst.